# コンスタンティノープル
コンスタンティノープル（英: Constantinople、ラテン語: Constantinopolis、古代ギリシア語: Κωνσταντινούπολις / Kōnstantinoúpolis、現代ギリシア語: Κωνσταντινούπολη / Konstantinoúpoli）は、東ローマ帝国の首都であった都市で、現在のトルコの都市イスタンブールの前身である。
強固な城壁の守りで知られ、330年の建設以来、1453年の陥落まで難攻不落を誇り、東西交易路の要衝として繁栄した。正教会の中心地ともなり、現在もコンスタンティノープル総主教庁が置かれている。

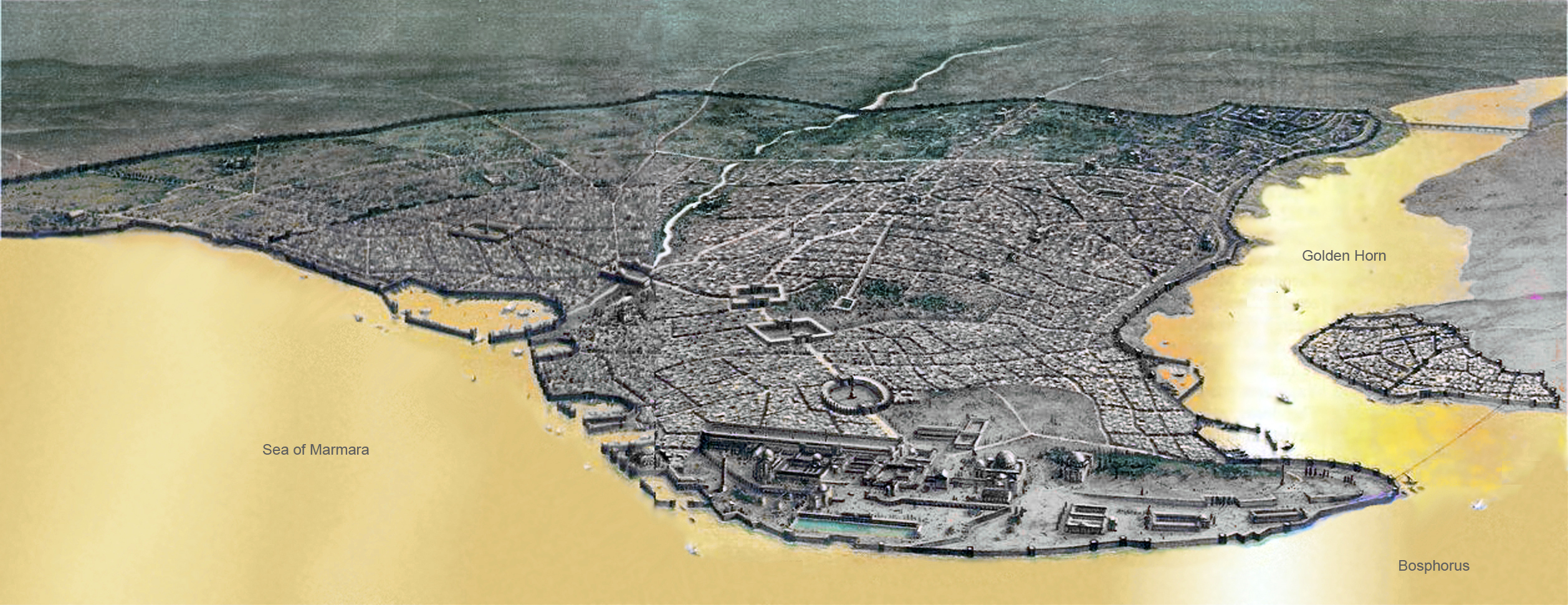
東ローマ帝国時代のコンスタンティノープル

## 概要
コンスタンティノープルは、330年にローマ皇帝コンスタンティヌス1世が、古代ギリシアの植民都市ビュザンティオン (古希: Βυζάντιον) の地に建設した都市である。この地は古来よりアジアとヨーロッパを結ぶ東西交易ルートの要衝であり、また天然の良港である金角湾を擁していた。都市名は「コンスタンティヌスの町」を意味する(ラテン語:Constantinopolis)。
330年より東ローマ帝国の行政首都として建設された。西ローマ帝国において西方正帝が消失した後には同地で「新ローマ」「第2のローマ」とする意識が育ち、遅くとも6世紀中頃までには定着した。東ローマ帝国の隆盛と共に、30万～40万の人口を誇るキリスト教圏最大の都市として繁栄し、「都市の女王」「世界の富の3分の2が集まる所」とも呼ばれた。また古代の建造物が残る大都市としてその偉容を誇った。正教会の首長であるコンスタンティノープル総主教庁が置かれ、正教会の中心ともなり、ビザンティン文化の中心でもあった。都市の守護聖人は聖母マリアである。
コンスタンティノープルは強固な城壁の守りでも知られ、東ローマ帝国の長い歴史を通じて外敵からの攻撃をたびたび跳ね返した。しかし1204年に第4回十字軍の攻撃を受けると衰退が加速した。1453年にオスマン帝国によりコンスタンティノープルが陥落し、東ローマ帝国が滅亡すると、この街はオスマン帝国の首都となった。日本ではこれ以後をトルコ語によるイスタンブールの名で呼ぶことが多い。ただし、公式にイスタンブールと改称されるのはトルコ革命後の1930年である。

## 名称
日本語では、一般的に英語名 Constantinople の音訳である「コンスタンティノープル」がよく用いられているが、古典ラテン語では「コンスタンティノポリス（Constantinopolis）」、1453年にオスマン帝国に占領されてからは、オスマン語で 「コスタンティーニーイェ（قسطنطينيه Ḳusṭanṭīniyye）」と呼ばれた。現在の都市名としては、トルコ語の「イスタンブル（İstanbul）」である。
このほかの自称としては、「新ローマ（古ラ：Nova Roma ノウァ・ローマ、古ギ：Νέα Ῥώμη ネア・ローメー）」「その町（古ギ：ἡ Πόλις イー・ポリス）」などがある。現在でもギリシアにおいてはこの都市を言い表すのにイスタンブルという呼称は使わず、専らΚωνσταντινούπολη(コンスタンディヌーポリ)や η Πόλη(イ・ポーリ)と呼び習わしている。外名としては、ロシア語などのスラヴ系の史料の中で「皇帝の町（Царьгра́д ツァリグラート）」という呼び名が使われているほか、ヴァイキングから「偉大な町（古ノルド語: Miklagarð ミクラガルズ）」と呼ばれることもあった。漢字では「君府」或いは「帝都」という当て字も用いられる。

## 歴史

### 古代末期の繁栄（4世紀～6世紀）

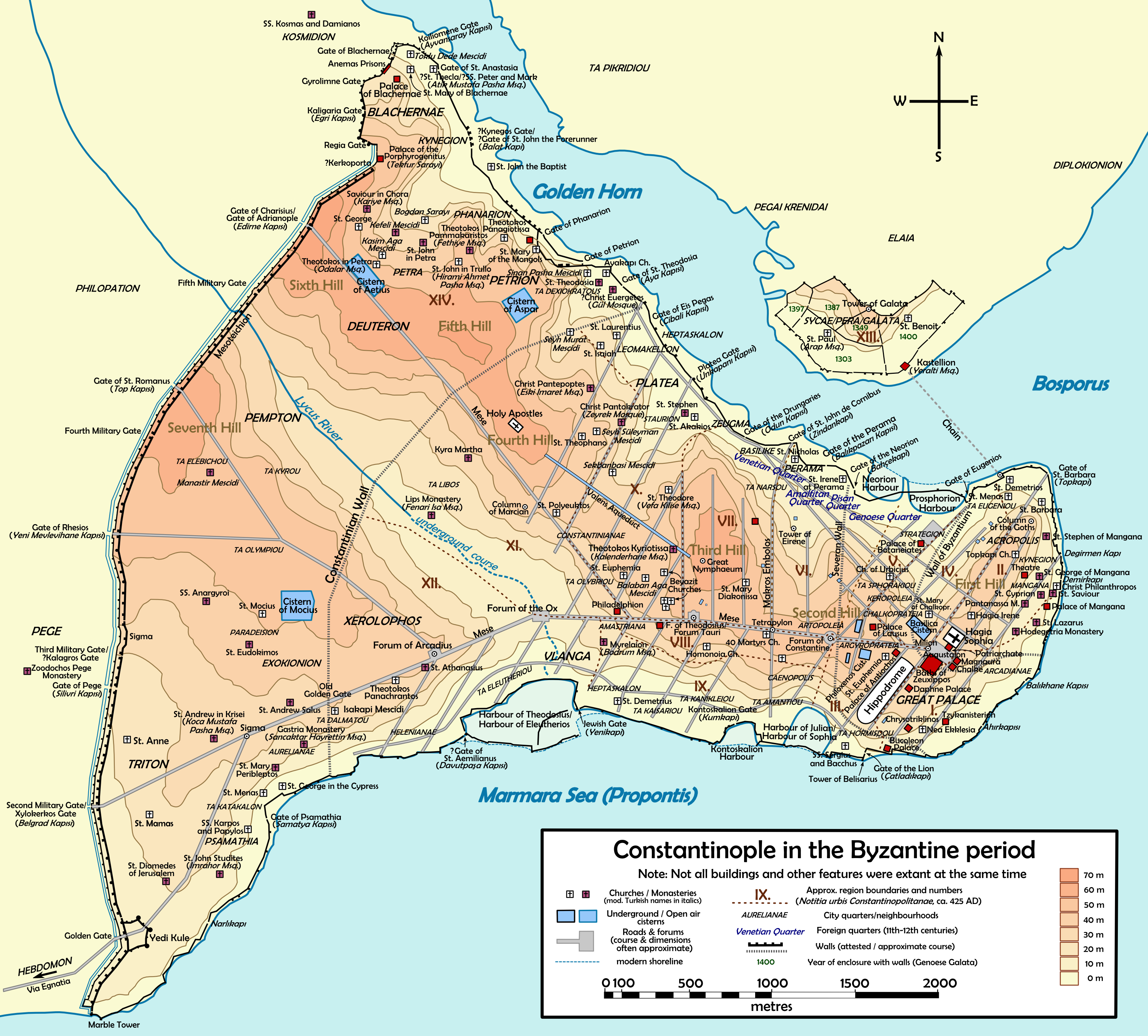
東ローマ帝国時代のコンスタンティノープル

ビュザンティオンは、古代ギリシアの植民都市に起源を持ち、古来よりアジアとヨーロッパを結ぶ東西交易ルートの要衝であり、また天然の良港である金角湾を擁していた。コンスタンティヌス1世（大帝）は、リキニウスとの内戦の中で324年にビュザンティオンを攻略すると、この地に着目し、都市計画を一新して「コンスタンティノポリス」を建設した。落成式は330年5月11日に執り行われた。しかし、コンスタンティノポリスの建設は単に過去の皇帝たちが行ってきたのと同様な戦勝記念の恒例行事であって、「新ローマの建設」とか「ローマからの遷都」といったような大それた出来事ではなかった。当時、コンスタンティヌス1世がローマに代わる「新しいローマ」を建設したという考えは存在しなかったようである。
建設当初のコンスタンティノープルは一地方都市の域を出ておらず、属州知事の管理下に置かれていた。東方で皇帝府が置かれていたのはアンティオキアであり、コンスタンティヌスの後の皇帝達もコンスタンティノープルを訪れることは希であった。この都市には首都ローマに倣って元老院が設置されることになるが、執政官、法務官、護民官、財務官、首都長官などの重要な首都機能は設けられなかった（ただし財務官と法務官はディオクレティアヌス時代に既に重要な職種ではなくなっていたと考えられ、コンスタンティノープル長官は358年12月11日又は9月11日に設置されたとされる）。また元老院も首都ローマの元老院と比べると規模や法的権限が小さく、ローマの元老院議員がクラリッシムスとされていたのに対し、同地の議員達は格下のクラリとみなされていた。市域もビュザンティオン時代と比べれば大幅に拡大されたが、後代より狭かった。おそらくはコンスタンティヌス1世にしても、コンスタンティノープルを首都ローマと対等の都市にしようとまでは考えていなかったであろうことが様々な要素から示されている。今日では、コンスタンティヌス1世が330年にローマからコンスタンティノポリスへ遷都したとする神話は、後世に偽造された歴史にすぎないと考えられている。
しかし、コンスタンティノープルは徐々にその重要性を増していくことになる。コンスタンティウス2世は、359年にコンスタンティノープルを地方自治都市へと昇格させた。テオドシウス1世は、380年にコンスタンティノープルへと入城すると、治世の多くをこの街で過ごす最初の皇帝となった。テオドシウス1世の死後にローマ帝国の東西分裂が深刻化した後は、コンスタンティノープルは東ローマ帝国における皇帝府の所在地として定着した。410年に首都ローマが西ゴート人により掠奪を受け、帝国の東方でもフン族がドナウ川の北に迫ってくると、テオドシウス2世は防衛体制を強化するため、現在も残っている難攻不落の「テオドシウスの城壁」の建設を開始し、413年に完成させた。テオドシウスの城壁により市域はそれまでの約2倍に拡大され、首都ローマに倣って7つの丘も設定された。以後ローマが急速に衰退していったのに対して、コンスタンティノープルの人口は増加し続けた。市内には、宮殿やハギア・ソフィア大聖堂を始めとする教会、大浴場や劇場といった公共施設が数多く作られた。410年にローマ市が陥落すると、東ローマ帝国の人々には「コンスタンティノープルは第2のローマ」という意識が芽生えていった。
6世紀になると毎年5月11日が東ローマ帝国の重要な記念日として盛大な開都祭が行われるようになり、「コンスタンティヌスが新しいローマを建設した」という意識が定着した。時の皇帝ユスティニアヌス1世のもとで、東ローマ帝国は最初の隆盛を迎え、コンスタンティノープルはアンティオキアやアレクサンドリアにも匹敵する世界的に見ても最大級の大都市にまで成長した。市民にはパンが無料で支給される一方、競馬場では戦車競走が連日開催され市民はそれに熱狂していた。古代ローマにおける「パンとサーカス」はこの時代でも帝国の東方では維持されていた。

### 暗黒時代から再興へ（7世紀～8世紀）
ユスティニアヌス1世の死後、東ローマ帝国は急速に衰退し、領土は縮小していった。7世紀になるとサーサーン朝、次いでイスラムのウマイヤ朝によってシリア、エジプトなどの穀倉地帯を奪われ、皇帝ヘラクレイオスはコンスタンティノープル市民へのパンの支給を廃止した。674年から678年にはコンスタンティノープルはウマイヤ朝の海軍によって毎年包囲された。この際は秘密兵器であるギリシアの火を用いてイスラム海軍を撃退することに成功したが、相次ぐ戦乱などから市民の人口も激減し、水道や大浴場といった公共施設は打ち棄てられ、市内には空き地が目立つようになった。
717年から718年にはウマイヤ朝の大遠征軍がコンスタンティノープルを包囲したが、皇帝レオーン3世によって撃退された。徐々に東ローマ帝国が国力を回復させていくと、コンスタンティノープルにも再び活気が戻ってきた。766年には人口増加に対応するために水道が修復された。コンスタンティノープルは戦車競走に熱狂していた古代の市民に代わって、絹織物や貴金属工芸などの職人や東西貿易に従事する商人などが住む商工業都市として甦ったのである。

### 黄金時代（9世紀～11世紀）
東ローマ帝国が東地中海の大帝国として復活した9世紀になると、宮殿や教会・修道院が多数建設され、孤児院や病院のような慈善施設も建てられた。古代ギリシア文化の復活とそれを受けたビザンティン文化の振興も進み（マケドニア朝ルネサンス）、コンスタンティノープルは東地中海の政治・経済・文化・宗教の拠点として、またロシア・ブルガリア・イスラム帝国・イタリア・エジプトなどの各地から多くの商人が訪れる交易都市として繁栄を遂げ、10世紀末から11世紀初頭の帝国の全盛期には人口30万～40万人を擁する大都会となった。当時の西ローマ帝国にはこの10分の1の人口を抱える都市すら存在せず、コンスタンティノープルはキリスト教世界最大の都市であった。
11世紀後半になると、東ローマ帝国はセルジューク朝の攻撃などを受けて弱体化するようになり、コンスタンティノープルの繁栄はいったん衰えるが、11世紀末から12世紀のコムネノス王朝の時代に帝国が再び強国の地位を取り戻すと、国際交易都市としての繁栄を取り戻した。

### 帝都陥落と荒廃（12世紀～13世紀）

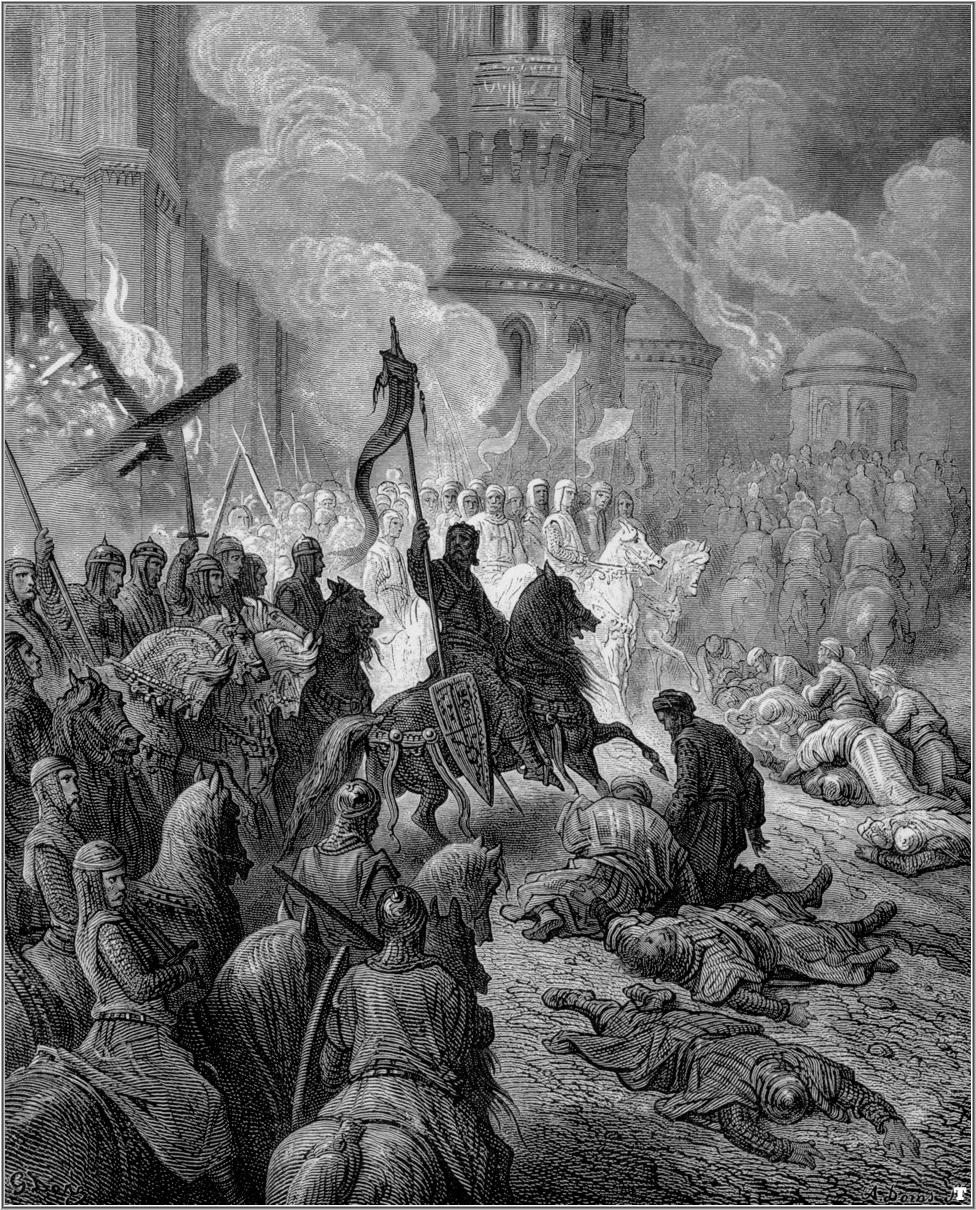
ギュスターヴ・ドレ(1832-1883), 『コンスタンティノープルに入城する十字軍』

11世紀以降、イタリアの都市国家が東地中海に勢力を伸ばしてきた。特にヴェネツィア共和国は東ローマ帝国と徐々に対立を深め、1204年の第4回十字軍を教唆してコンスタンティノープルを海側から攻撃させた。海側の城壁は高さも低く、コンスタンティノープルの弱点だった。4月13日、コンスタンティノープルは陥落し、十字軍兵士による暴行・虐殺・掠奪が行われた。
十字軍はコンスタンティノープルを首都としてラテン帝国を建てたが、存立基盤が弱く、ヴェネツィアの海軍力・経済力に依存していた。このためコンスタンティノープルにあった美術品や宝物は、食糧代などとしてほとんどヴェネツィアに持ち去られ、壮麗さを誇った宮殿・教会といった建造物も廃墟と化していった。1261年7月に東ローマの亡命政権ニカイア帝国は、たまたま守備兵が不在だったのを突いて、コンスタンティノープルを攻撃、奪回した。これによって東ローマ帝国は再興されたが、国力は以前に比べて格段に弱くなっており、帝都の大半は荒れるに任された。人口も4万～7万人に減少し、貿易もヴェネツィアやジェノヴァといったイタリアの都市に握られてしまい、都に富をもたらすことはなかった。

### 終焉（14世紀～15世紀）
14世紀になるとコンスタンティノープルはオスマン帝国軍に度々包囲され、東ローマ帝国の命運も風前の灯火となった。ただ、文化だけは最後まで栄え、古代ギリシア文化の研究がさらに進み、ビザンティン文化の中心としての地位を維持した。この文化の繁栄は、当時の皇室の姓（パレオロゴス王朝）を取って「パレオロゴス朝ルネサンス」と呼ばれ、西欧のルネサンスに非常に大きな影響を与えた。
1453年4月、コンスタンティノープルの奪取に並々ならぬ意欲を燃やすメフメト2世が、10万のオスマン帝国軍を率いてコンスタンティノープルを包囲した。オスマン側は大型の大砲（ウルバン砲）を用いたり、艦隊を陸越えさせて金角湾に入れるなど、大規模な攻囲作戦を行なった。コンスタンティノープルの堅固な防壁は健在であり、東ローマ帝国軍とイタリア人傭兵部隊はわずか7千の兵力だったにもかかわらず2か月に渡って抵抗を続けた。しかし5月29日未明、オスマン軍は総攻撃を行い、閉め忘れた城門からついに城内へと侵入した。コンスタンティノープルは陥落し、最後の皇帝コンスタンティノス11世パレオロゴスは乱戦の中で戦死、東ローマ帝国は滅亡した。
メフメト2世は兵士たちに都市を3日間略奪するように命じたが、古代から続くこの帝国への敬意を忘れなかったため、数時間後に一転して軍の行動を阻止するように命じた。
その後ハギア・ソフィア大聖堂などはモスクへ改修された。

## 古代ローマ帝国・東ローマ帝国時代の主な建造物

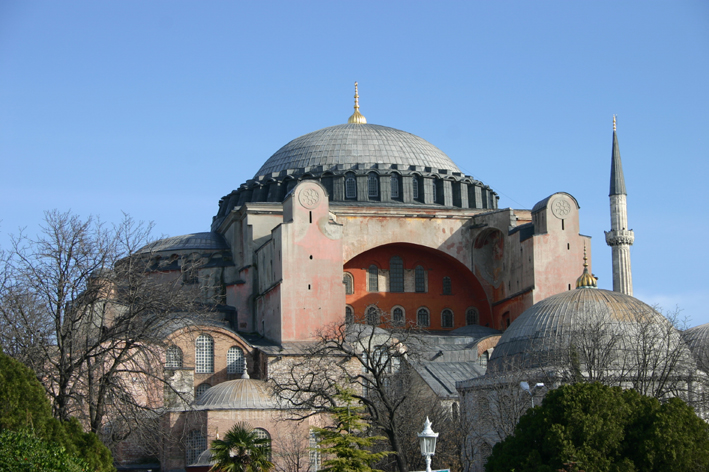
ハギア・ソフィア大聖堂

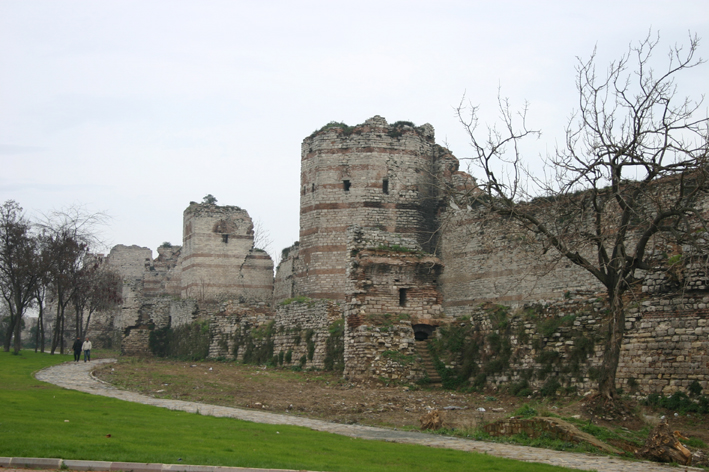
テオドシウスの城壁

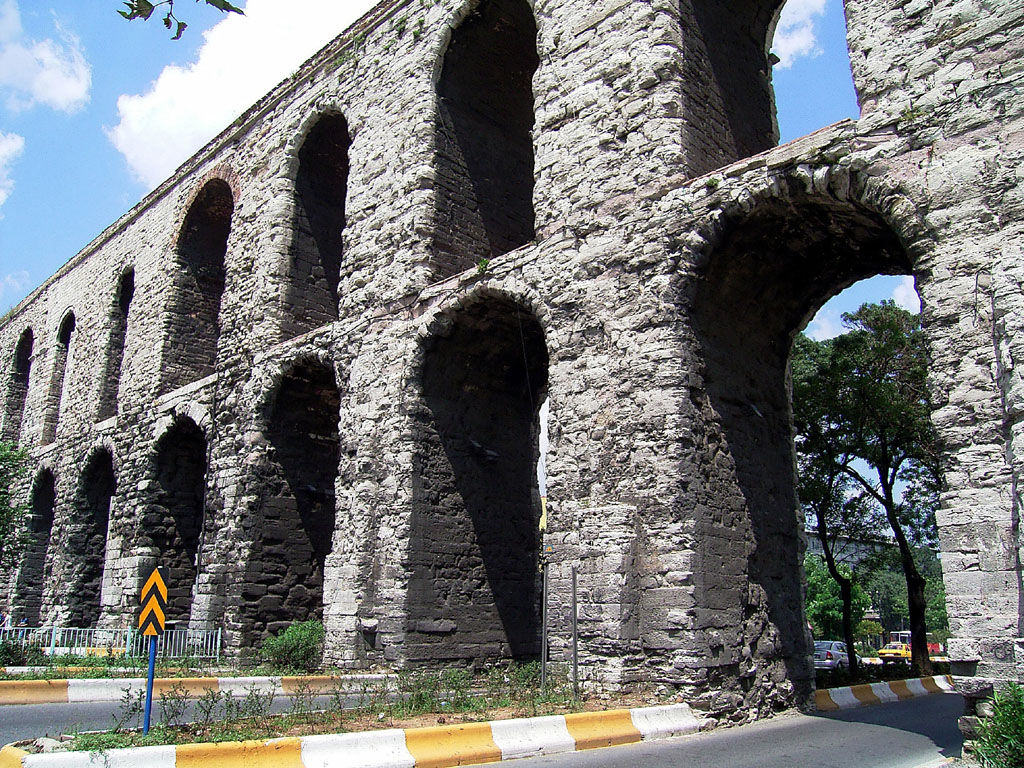
ヴァレンス水道橋

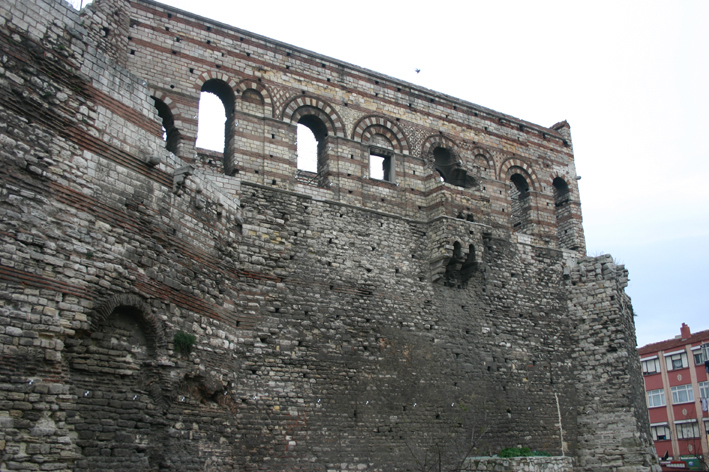
コンスタンティノス・ポルフュロゲネトスの宮殿

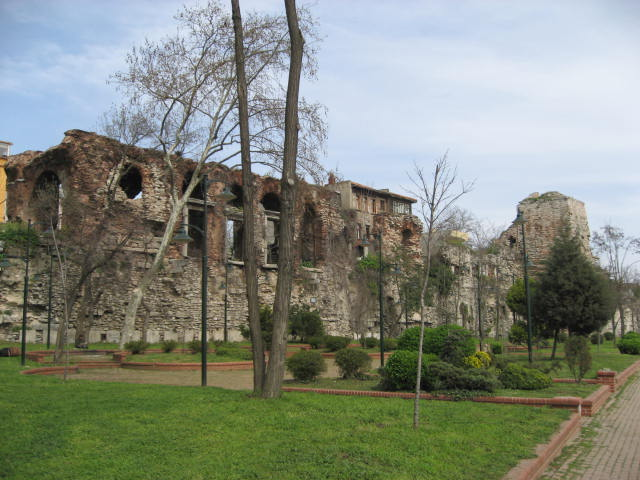
ブーコレオン宮殿

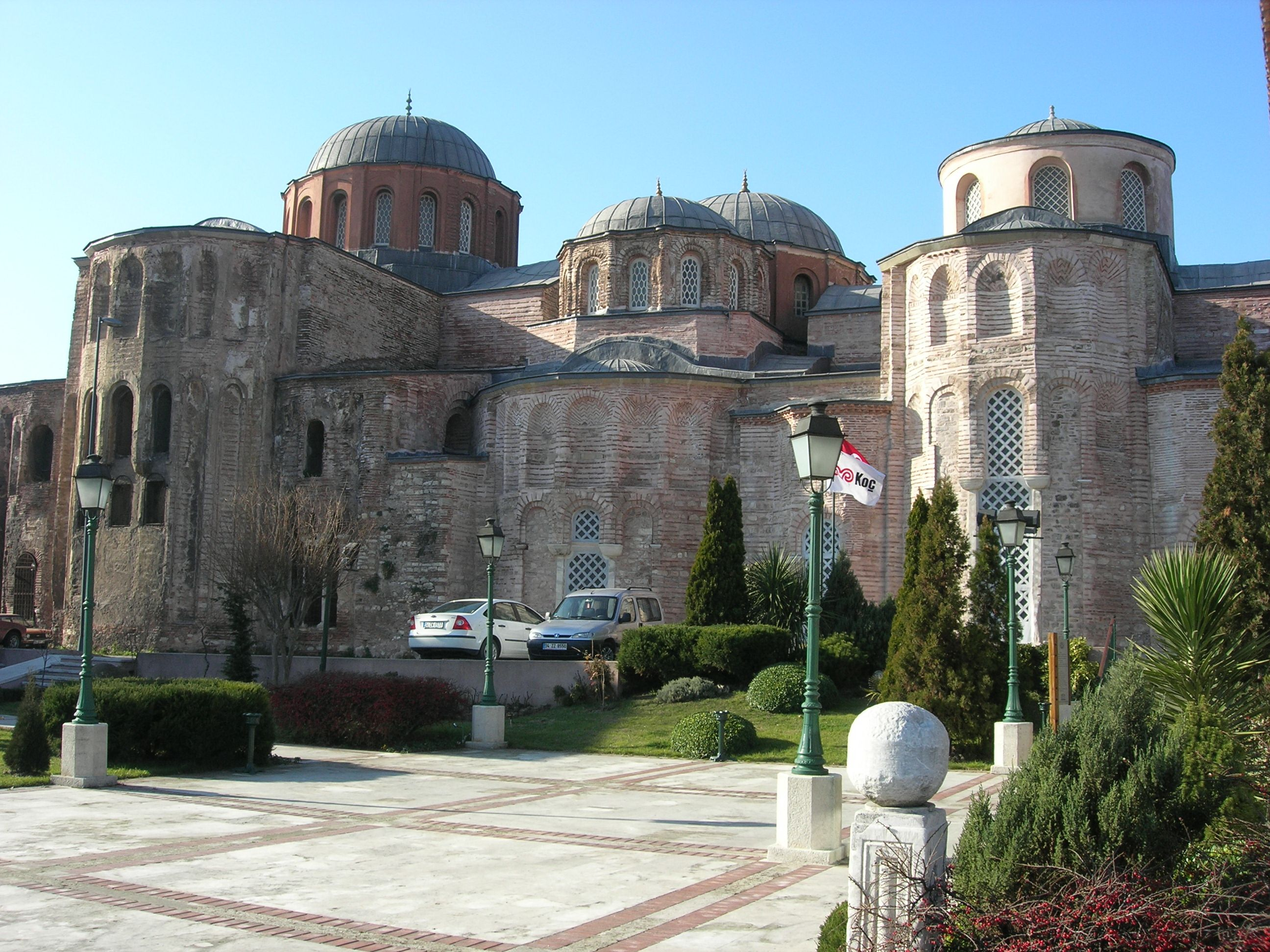
ゼイレク・モスク（旧パントクラトール修道院付属教会）

ハギア・ソフィア大聖堂（アギア・ソフィア大聖堂、アヤソフィア）
初期ビザンティン建築の最高傑作。帝国最大の教会で、東ローマ帝国期には総主教座が置かれていた。コンスタンティノープルの陥落後、モスクに改修され、近代に政教分離政策で無宗教の博物館になったあと、2020年に再びモスクとなった（「アギア・ソフィア」は中世以降のギリシア語読み。古典ギリシア語では「ハギア・ソピアー」）。
ハギア・イレネ教会（アギア・イリニ大聖堂）
初期の総主教座所在地。オスマン帝国期にはトプカプ宮殿の倉庫に改修され、建物としては現存している。
聖諸使徒聖堂
歴代皇帝の多くが埋葬された教会で、ヴェネツィアの聖マルコ教会のモデルとして知られる。現存せず、跡地にはファーティフ・モスクが建てられている。
テオドシウスの城壁
5世紀の皇帝テオドシウス2世の命によって建設された三重構造の大城壁。難攻不落を誇り、コンスタンティノープルへと攻め寄せた敵を度々撃退した。オスマン帝国期にある程度の修復が行われ、一部が現存している。
大宮殿
現在のブルー・モスク近辺にあった宮殿。「聖なる宮殿」とも呼ばれた。歴代の東ローマ皇帝が住んだ宮殿で、盛時には絢爛豪華さを誇った。現在では一部の床モザイクが残存し、博物館で展示されているほか、近年では発掘調査が進められている。
競馬場（ヒッポドローム）
首都となる以前、ビュザンティオン時代に建てられたといわれている。大宮殿に隣接しており、宮殿と競馬場の貴賓席は通路で結ばれていた。ここは、競馬（戦車競走）のほか、7世紀頃までは皇帝即位式、それ以降も凱旋式などの国家的行事の会場に使用された。オスマン帝国期にも祝祭のパレードに用いられ、競馬場としての施設は消失したが、競馬場中央に置かれていたオベリスクとデルポイから運ばれた青銅製の蛇の柱が現存している。また青銅製の4頭の馬の像があったが、第4回十字軍の時にヴェネツィアによって掠奪され、いまではヴェネツィアの聖マルコ教会にある。
ゼウクシッポス浴場
競馬場の隣りにあった、古代ローマ式の大浴場。7世紀後半の暗黒時代に打ち棄てられてしまい、後には兵舎や監獄、絹織物の国営工場などに転用されてしまった。
コーラ修道院
東ローマ帝国末期のフレスコ画で有名な教会。のちにモスクに転用され、現在は博物館として公開されている。
生神女・パンマカリストス教会
コーラ修道院に似た構図の「パントクラトール」のモザイク画などが残されている。のちにモスクに転用され、現在は一部が博物館として公開されている。
パントクラトール修道院付属教会
12世紀にコムネノス王朝が建てた修道院の付属教会。モスク（ゼイレク・モスク）に転用され、現存。
ウァレンス水道橋
4世紀のウァレンスの治世にコンスタンティノープル市長クレアルコスによって建設された古代ローマ時代の水道橋。補修が繰り返されて19世紀まで使われ、現在は遺跡として整備保存されている。
コンスタンティヌスのフォルム（広場）
コンスタンティノープル元老院の議事堂などがあったフォルム。現在では、コンスタンティヌスの銅像が乗っていた円柱の一部のみが残っている。
地下宮殿
ハギア・ソフィア大聖堂そばに設けられた地下貯水池。現存。
聖セルギオス＝バッコス教会
ユスティニアヌス1世時代に建てられた教会。モスク（キュチュック・アヤソフィア・モスク）に転用され、現存。
ブルケラナエ宮殿
市内北東部にあった、12世紀以降の皇帝が主に居住した宮殿。現存しない。
コンスタンティノス・ポルフュロゲネトスの宮殿（テクフール・サライ宮殿）
帝国末期の宮殿で市の北東部にあった。一部遺構が現存している。
ブーコレオン宮殿
大宮殿の南、マルマラ海沿いにあった宮殿。一部の遺構が現存している。
アスパルの貯水池
459年にゲルマン人アスパルによって建造された露天貯水池。コンスタンティノープルに建造された貯水池の中でも深さ10メートル、一辺152メートルの正方形と特に巨大。現在は貯水池としてではなく運動公園として利用されている。

## コンスタンティノープルを取り上げた文学作品
- ウンベルト・エーコ『バウドリーノ　上・下』 堤康徳訳、岩波書店、2010年、ISBN 9784000244275＆ISBN 9784000244282
- ジェイソン・グッドウィン『イスタンブールの群狼』 和爾桃子訳、早川書房〈ハヤカワ・ミステリ文庫〉、2008年、ISBN 9784151775017
- ジェイソン・グッドウィン『イスタンブールの毒蛇』 和爾桃子訳、早川書房〈ハヤカワ・ミステリ文庫〉、2009年、ISBN 9784151775024
- 香山滋『月ぞ悪魔』 出版芸術社〈ミステリ名作館〉、1993年、ISBN 9784882930686
- 塩野七生『コンスタンティノープルの陥落』  新潮社のち新潮文庫、1991年、ISBN 9784101181035
- 橘外男『コンスタンチノープル』 中央公論社〈中公文庫〉、ISBN 9784122014046
- ピエール・ロティ『アジヤデ』 工藤庸子訳、新書館、2000年、ISBN 9784403270017
- ロバート・シルヴァーバーグ 『時間線を遡って』 中村保男訳、東京創元社〈創元SF文庫〉、1974年、ISBN 9784488649012
- ジャン・プシハリ 『嫉妬 -パリ、イスタンブルのギリシア人』 神条広希訳、京緑社、2021年、ISBN 978-4909727268